# حكومة عبد السلام المجالي الثانية
حكومة عبد السلام المجالي الثانية هي الحكومة الثانية والثمانون من حكومات المملكة الأردنية الهاشمية. شكّل عبد السلام المجالي الحكومة في 19 مارس عام 1997م بتكليف من ملك الأردن الحسين بن طلال. وقد حلّت الحكومة في شهر أغسطس 1998.

## أعضاء مجلس الوزراء
| عبدالسلام عطا الله المجالي         | رئيسا للوزراء ووزيرا للدفاع                        |
| رياض عادل احمد الشكعه              | وزيرا للعدل                                        |
| فايز احمد محمود الطراونه           | وزيرا للخارجية                                     |
| بسام خليل عبدالرحيم الساكت         | وزيرا للنقل ووزيرا للبريد والاتصالات               |
| عبدالسلام داود محمد العبادي        | وزيرا للاوقاف والشؤون والمقدسات الاسلامية          |
| ريما "محمد خلف" سعيد "خلف الهنيدي" | وزيرا للتخطيط                                      |
| توفيق محمود حسين كريشان            | وزيرا للشؤون البلدية والقروية والبيئة              |
| منذر واصف عمر المصري               | وزيرا للتربية والتعليم ووزيرا للتعليم العالي       |
| ناصر احمد عبدالكريم اللوزي         | وزيرا للاشغال العامة والاسكان                      |
| سعدالدين "محمد جمعه" شيخو جمعة     | وزير دولة لشؤون رئاسة الوزراء                      |
| نذير احمد رشيد الرشيد              | وزيرا للداخلية                                     |
| اشرف علي سيدو الكردي               | وزيرا للصحة والرعاية الصحية                        |
| منذر جريس خليل حدادين              | وزيرا للمياه والري                                 |
| محمد احمد صالح الحوراني            | وزيرا للطاقة والثروة المعدنية                      |
| هاني فوزي عيد الملقي               | وزيرا للصناعة والتجارة ووزيرا للتموين              |
| سليمان حافظ سليمان المصري          | وزيرا للمالية                                      |
| قاسم محمد مصطفى ابوعين             | وزيرا للثقافة ووزيرا للشباب                        |
| صالح فواز محمد الخصاونه            | وزيرا للعمل                                        |
| مجحم حديثه علي الخريشه             | وزيرا للزراعة                                      |
| محمدخير علي عبدالله مامسر          | وزيرا للتنمية الاجتماعية                           |
| "محمدعقل" عيد محمد بلتاجي          | وزيرا للسياحة والاثار                              |
| سمير عبدالله عبدالقادر مطاوع       | وزير دولة لشؤون الاعلام                            |
| جواد احمد عبدالمحسن العناني        | نائبا للرئيس لشؤون التنمية ووزير دولة لشؤون رئاسة  |
| عبد الله عبدالكريم حمدان النسور    | نائبا للرئيس لشؤون الخدمات ووزيرا للتنمية الادارية |

## وصلات خارجية
- موقع رئاسة الوزراء